# Царство небесне (фільм)
«Царство небесне» (англ. Kingdom of Heaven) — американський художній фільм 2005 року, історичний епос, знятий режисером Рідлі Скоттом за сценарієм Вільяма Монагена. Тривалість прокатної версії фільму — 138 хвилин, повної режисерської версії — 194 хвилини. В основі сценарію фільму лежать вільно викладені історичні події, що передували Третьому хрестовому походу 1189–1192 років: війна між Єрусалимським королівством та Аюбідами й облога Єрусалиму Саладіном.

## Синопсис
Південна Франція, 1184 рік. У коваля Баліана помер син, а дружина наклала на себе руки. До кузні прибуває барон Ґотфрі й каже Баліану, що він його батько, та питає, чи хоче він до Єрусалиму. Той відмовляється.
Увечері в кузню приходить священник і каже Баліанові про дружину. У злості Баліан кидає того у вогонь і наздоганяє Ґотфрі, кажучи, що їде з ним. У табір прибувають французи з метою забрати Баліана, аби потім судити його за злочин. Хрестоносці починають із солдатами бій, у якому Ґотфрі було поранено. По дорозі він помирає, зробивши Баліана лицарем і бароном.
У дорозі морем до Єрусалима кораблі тонуть, і Баліан виявляється одним із тих, хто вцілів. Він знаходить Єрусалим і приходить до лицарів. Він знайомиться з ними та з прокаженим королем Балдуїном IV. Чоловік його сестри разом із лицарями бачить караван сарацинів і вирішує знищити його. Дізнавшись про те, що його сестра в полоні, а люди знищені, король сарацинів Саладін направляє величезне військо на місто Керак. Баліан, який перебував тоді там, збирає лицарів, щоб захистити місто до приходу війська короля. У бою з 300-тисячним військом сарацинів половина воїнів гине, але вони виконують свій обов'язок — король з силами, рівними сарацинським, приходить у Керак.
Король укладає з Саладіном мир та лає друга чоловіка сестри Рено де Шатільйона, але через кілька днів король помирає. Захопивши владу, чоловік його сестри Гі де Лузіньян разом із Рено де Шатійоном організовує військо і йде на сарацинів. Від втоми і спраги половина війська помирає по дорозі, а тих, хто залишився, вбиває багатотисячне військо сарацинів. Після перемоги Саладін направляє військо на Єрусалим. Баліан захищає місто з невеликою армією лицарів, але після довгих боїв здає місто і йде разом із жителями та з сестрою короля Сибіллою.
Вони вирушають у різні боки. Баліан разом із Сибіллою повертається до своєї кузні. До них приїжджає Річард I Левове Серце, шукаючи Баліана, захисника Єрусалиму, щоб взяти його з собою в похід на Саладіна. Але Баліан каже, що він простий коваль. Армія йде, а Сибілла залишається разом із Баліаном.

## У ролях
- Орландо Блум — Баліан д'Ібелін
- Ева Ґрін — Сибілла Єрусалимська
- Джеремі Айронс — Тиберій
- Брендан Ґлісон — Рено де Шатільйон
- Мартон Чокаш — Гі де Лузіньян
- Едвард Нортон — король Балдуїн IV Єрусалимський
- Давид Тьюліс — госпітальєр
- Ліам Нісон — Ґотфрі Ібелінський (персонаж створений на основі Готфріда Бульйонського; справжнього ж батька Баліана Ібелінського звали Барісан)
- Майкл Шин — священник, зведений брат Баліана
- Ґассан Массуд[en] — Саладін
- Александр Сіддіґ — Імад ад-Дін[en]
- Кевін Маккідд[en] — англійський сержант у Мессіні
- Джон Фінч[en] — Єрусалимський патріарх Іраклій[en] (у фільмі по імені не називається)
- Ульріх Томсен — Жерар де Рідфор
- Ніколай Костер-Вальдау — сільський шериф
- Юко Ахола — Одо
- Філіп Ґленістер — сквайр
- Ієн Ґлен — Річард I Левове Серце
- Стівен Робертсон[en] — священник
- Наталі Кокс[en] — дружина Баліана д'Ібеліна
- Джіанніна Фасіо[en] — сестра Саладіна

## Відмінності між офіційною та режисерською версіями
- В офіційній версії повністю виключена сюжетна лінія сина Сибілли Єрусалимської, котрий на короткий час успадкував трон Балдуїна IV.
- У режисерській версії фігурує брат Баліана.
- Повна версія відкриває наявність у Ґотфрі племінника, якому була вигідна смерть обох д'Ібелінів.
- У режисерському варіанті більш докладно розкрита доля Гі де Лузіньяна після його полону Саладіном.
- Фінал розширеної версії, на відміну від офіційного варіанту, близький до класичного хепі-енду.

## Історична достовірність

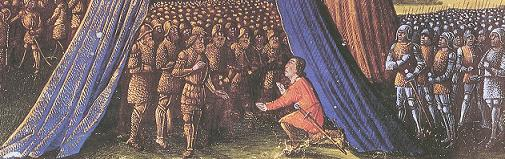
Баліан Ібелін здає Саладіну Єрусалим.

У реальній історії барон Баліан Ібелін був на час облоги Єрусалиму вже літньою людиною — на час штурму Єрусалиму Саладіном йому виповнилось 56 років. Його молодість як коваля — вигадка сценариста фільму. Двоє старших братів Баліана — Гуго і Балдуїн Ібеліни, ніяк не згадані у фільмі — також відіграли важливу роль в історії Єрусалимського королівства. Історія кохання у фільмі Баліана і королеви Сибілли Єрусалимської не має також під собою ніякого історичного ґрунту, сумнівно, що двадцятитрирічна Сибілла могла закохатись у пристаркуватого Баліана. Насправді стосунків Баліана і Сибілли не просто не існувало, проте навіть між ними була надзвичайна ворожнеча, як свідчать сучасники. Натомість сюжетна лінія стосунків Баліана і Сибілли заснована на факті листування між історичними Балдуїном (братом Баліана) і Сибіллою. Сам же Баліан Ібелінський був одружений з мачухою Сибілли Єрусалимської Марією Комнін, вдовою єрусалимського короля Аморі I. Сибілла ж, що зображена у фільмі як надзвичайно легковажна жінка, насправді була вірною дружиною свого чоловіка Гі де Лузіньяна: вона особисто прохала Саладіна зберегти життя чоловіку, що на момент штурму знаходився в місті і аж ніяк не поїхала до Франції після здачі Єрусалиму. Після трьох років перебування у військовому таборі вона помeрла від епідемії чуми, так і не дочекавшись, коли її чоловік Гі де Лузіньян стане правителем Кіпру.
Ґотфрі Ібелін, батько Баліана у фільмі — персонаж вигаданий; батьком історичного Баліана був Барісан Ібелін, що помер, коли Баліану було лише 10 років, що цілковито перекреслює придуманий сценаристами сюжет про віднайдення батьком сина через багато років. Прототипом Ґотфрі Ібеліна міг послужити Готфрід Бульйонський. Насправді ж Ґотфрід Бульйонський і Балдуїн Ібелін ніколи не зустрічалися: смерть Ґотфріда і народження Баліана розділяють приблизно 42 роки.
Під ім'ям Тиберія у фільмі зображений Раймунд III, граф Триполі, князь Галілейський і Тиверійський. Його справжнє ім'я Раймунд (англ. Raymond) не згадують у фільмі, щоб уникнути плутанини з Рено де Шатійоном (англ. Raynald). Історичний Раймунд в описуваний період займав пост регента (фр. bailli) Єрусалима, а не «маршала». Хоча у фільмі Баліан і Тиберій разом зі своїми лицарями ухиляються від участі в битві при Хаттіні, історичні Баліан і Раймунд в ній брали участь, але вирвалися з оточення.
Король Балдуїн IV не був прихильником мирного співіснування з мусульманами, як і барони з роду Ібелінів. Перемир'я з Саладіном були вимушені. Король не знаходив у собі сили для подальшого управління державою. Через проказу він не міг зачати дітей. Він шукав спадкоємця шляхом укладення шлюбу своїх сестер із знатними баронами заходу. Що ж до Баліана, то він не був також прихильником мирного співіснування з мусульманами. Огорнутий ореолом героїзму, Баліан насправді під час переговорів з Саладіном погрожував спалити все місто і вирізати все мусульманське населення (апелюючи вже до факту вирізування мусульманського населення під час захоплення Єрусалиму хрестоносцями), якщо той не погодиться на його умови.
У фільмі Рено де Шатійон і Гі де Лузіньян носять одяг тамплієрів, проте насправді жоден з них не перебував в ордені Храму. В анонсі Лузіньян іменується магістром ордена, однак в описуваний час цей сан займав його сучасник Жерар де Рідфор.
У реальності історичний Гі де Лузіньян був звільнений ще до облоги Єрусалиму — свою свободу він отримав в обмін на здачу мусульманам фортеці Аскалон і на момент показаних подій знаходився в Акрі.
Після захоплення Єрусалима Саладін не проявив поваги до християнської релігії, як це можна бачити в одній з фінальних сцен фільму — Саладін піднімає з підлоги розп'яття. Насправді, вступивши в Єрусалим, Саладін велів скинути з церков хрести і розбити дзвони. Однак, церква Воскресіння була збережена..
У пустелі на Баліана нападають лицарі в білих обладунках з чорними хрестами, що є прямим натяком на лицарів Тевтонського ордена. Хоча, історично, орден був заснований приблизно 1190 року (через три роки після здачі Єрусалима Саладіну). Також Рено де Шатійон помилково називає їх «тамплієрами». Можливо, це пов'язано з іменем засновника ордену Зібрандом, якого Робер де Сабле виключив з лав тамплієрів за його нестриманість.
Творці фільму явно перебільшили цифри воюючих сторін, певно, щоб більш драматично змалювати сцену штурму міста, що, проте, негативно відобразилось на історичній достовірності. У фільмі армія Саладіна нараховує 200 000 воїнів, коли їх натомість було максимум 35–40 тис. Тож колосальна перевага армії Айюбідів (майже десятикратна) — це винятково плід фантазії сценаристів. Насправді армія Саладіна була співмірна з силами залоги хрестоносців у Єрусалимі.
Викликають ряд питань дрібні, проте надзвичайно важливі для конструювання сюжету, факти. Якщо у фільмі Балдуїн IV помирає напередодні битви, то насправді він помирає за рік до знаменитого штурму Єрусалиму. Жорстокого штурму та героїчної оборони, очолюваної Баліаном, насправді не було: Баліан, на вигідних передусім для себе умовах, здає місто. Надзвичайно абсурдно виглядає молитва армії Саладіна перед «генеральною битвою», коли воїни падають головою в сторону Єрусалиму (який за релігійною пріоритетністю був третім за порядком у мусульман): насправді армія Айюбідів мала молитися в сторону Мекки, що розташована в протилежному напрямку від Золотих воріт міста, побіля яких власне і стояли війська Саладіна. Досить кумедно виглядає епізод, коли корабель, на якому Баліан дістається до Святої Землі, потрапляє в шторм і тоне. Середземне море, де не буває штормів вище 4 балів, логічно не могло стати місцем катастрофи корабля Баліана. Творцям фільму вдалось порушити всі закони фізики, і навіть снаряди катапульт пробивають стіни Єрусалиму після доволі довготривалого горизонтального польоту. Годі й говорити про озброєння як армії Айюбідів, так і про хрестоносців: частина єрусалимських лицарів Тиберія (Раймунда ІІІ) має при собі характерні щити, що аж ніяк не були характерні для християнських лицарів (то радше щити, які активно застосовувались в Азії, проте авторський колектив принаймні зобразив на них хрести). У фільмі час від часу герої апелюють до постаті Річарда Левове Серце, який, проте, в цей період не відігравав ніякої ролі і перебував в тіні свого владного і дещо свавільного батька Генріха ІІ Плантагенета.
Творці картини виконали велику роботу з підготовки історичних костюмів і декорацій та залучили науковців, фахівців-істориків. Проте, всупереч очікуванням, це мало вплинуло на достовірність окремих історичних деталей: лицарі у фільмі носять зброю і користуються зброєю різних епох, починаючи з першого хрестового походу 1096–1099 років, і закінчуючи XIV сторіччям.

## Цікаві факти
- 12 січня 2004 — офіційний початок зйомок.
- Спеціально для зйомок в епосі Орландо Блум набрав зайвих 9 кг.
- Під час роботи над фільмом Орландо застудився і прохворів приблизно місяць. Також актор отримав серйозну травму руки під час зйомок батальних сцен.
- Сценарій картини складається з 260 сторінок. Цей обсяг приблизно вдвічі перевищує середньостатистичний голлівудський сценарій.
- Для зйомок картини було зшито приблизно 14 тисяч костюмів. Кольчуги були вироблені в Китаї, а одяг зшитий у Таїланді та Туреччині.
- Було відбудовано три облогові вежі, кожна вагою в 17 тонн. А також було збудовано 4 катапульти.
- У картині використано близько 800 спецефектів (для прикладу: у фільмі «Зоряні війни: Помста ситхів» близько 2200).
- З дозволу короля Марокко Мухаммеда VI для зйомок найняли близько півтори тисячі марокканських солдатів як статистів.
- Спочатку Ганс Ціммер повинен був написати музику до фільму, проте був замінений Гаррі Греґсоном-Вільямсом. Цікаво, що через кілька тижнів Греґсон-Вільямс був замінений Ціммером для написання музики до мультфільму «Мадагаскар».
- Всі сцени за участі Едварда Нортона були зняті за два тижні.
- Вільям Монахен запозичив безліч ідей і метафор для «Царства небесного» зі свого нереалізованого сценарію «Триполі».
- Спочатку Едварду Нортону запропонували роль Гі де Лузіньяна, але він відмовився, віддавши перевагу ролі короля Балдуїна IV. Оскільки король носив маску, Едвард зажадав прибрати його ім'я з фінальних титрів. Однак його ім'я все-таки було включено в фінальні титри, але тільки при виході фільму на відео і DVD.
- Для зйомок Керака були використані трохи перебудовані декорації Єрусалима, завдяки чому вдалося заощадити близько 5 млн доларів.
- З самого початку розробки проєкту студія позиціонувала його як історико-пригодницьке кіно, а не як історичний епос. Тому коли боси студії побачили первинну версію картини, вони вирішили, що вона занадто довга й зажадали від Рідлі Скотта скоротити фільм до двох годин двадцяти хвилин. У підсумку розрахунок студії не виправдався: фільм заробив у прокаті 211 млн доларів, що було визнано провалом. 2006 року вийшло спеціальне видання фільму на DVD, куди увійшла первинна версія картини, названа режисерською версією.
- Виконавець ролі Саладіна, сирійський актор Гасан Массуд, за національністю — араб, а реальний Саладін був курдом.
- Мартон Чокаш та Ева Ґрін познайомилися і стали зустрічатися після цього фільму (у фільмі вони грали чоловіка і дружину).